# When You’re Strange
«Когда ты странный» (англ. When You’re Strange) — документальный фильм об американской рок-группе The Doors. Другой вариант перевода названия фильма — «Когда ты иной».
Фильм был впервые показан на фестивале «Сандэнс» 17 января 2009 года. When You’re Strange получил в целом одобрительные отзывы, однако значительная часть зрителей сочла, что фильм портит повествование (в первой версии фильма рассказчиком выступал сам Том ДиЧилло). Получив множество жалоб, режиссёр принял решение переозвучить фильм и пригласить на роль рассказчика Джонни Деппа. Несколько месяцев спустя ДиЧилло объявил работу над фильмом «в целом законченной». Обновлённая версия была показана на Лос-Анджелесском кинофестивале 21 июня 2009 года. Прокат в кинотеатрах (в США) начался 9 апреля 2010 года, а саундтрек под названием When You're Strange: Music from the Motion Picture вышел в продажу 30 марта. Прокат в России начался только в начале декабря 2010 года.

## В ролях
- Джим Моррисон (использованы архивные записи) — камео
- Рэй Манзарек (использованы архивные записи) — камео
- Робби Кригер (использованы архивные записи) — камео
- Джон Денсмор (использованы архивные записи) — камео
- Джонни Депп — рассказчик

## Награды и номинации
- 2009 — номинация на гран-при Санденс в категории документальный фильм

## Интересные факты
- Клавишник The Doors Рэй Манзарек сказал[2][3], что этот фильм будет «Истинной историей The Doors», а также «анти-Оливером Стоуном» (имеется в виду его художественный фильм The Doors, снятый в 1991 году).
- Название фильма — строчка из песни People Are Strange с альбома Strange Days